# Coptosia minuta
Coptosia minuta là một loài bọ cánh cứng trong họ Cerambycidae.